# 堀井岸雄
堀井 岸雄（ほりい きしお、1920年9月21日 - 2014年3月）は、日本の社会学者。元八幡大学（現:九州国際大学）学長。福岡県門司市（現北九州市）生まれ。

## 略歴
- 1942年 九州専門学校卒業。
- 1946年 東北帝国大学 法文学部社会学科卒業。
- 1947年 東北帝国大学特設研究科修了[1]。
- 1948年 戸畑専門学校教授就任。
- 1950年 八幡大学法学部講師。
- 1954年 八幡大学法経学部助教授。
- 1959年 八幡大学法経学部教授就任。
- 1985年 八幡大学第11代学長就任。
- 1989年 八幡大学第13代学長再任。
- 1993年 九州国際大学名誉教授授与。
- 2014年 逝去。

## 人物
福岡県門司市に生まれ、昭和13年（1938年）に門司中学校を卒業後、一旦門司鉄道管理局に就職したが、昭和15年（1940年）4月、八幡大学の前身である戸畑市の九州専門学校法政科に入学する。昭和17年（1942年）には東北帝国大学法文学部社会学科に入学した。大学では新明正道教授に師事した。昭和18年（1943円）12月、学徒動員で応召、久留米第12師団に入隊する。翌年9月に復員し、大学に復学した。昭和23年（1948年）、母校である戸畑専門学校（前九専）に社会学と心理学の担当教授として就任し、以後八幡大学の教授、学長を歴任するに至った。一貫して社会学の研究に没頭した。
また、八幡製鉄所病院高等看護学院、水産大学校、西日本短期大学などの非常勤講師も務めた。

## 著書
- 社会の概念 社会学教程（共著、関書院、1951年）
- 全体社会の概念 基礎社会学（共著、誠信書房、1957年）
- 文化と社会 現代社会学講義（共著、誠信書房、1967年）
- 社会的人間の形成 社会学概論（共著、誠信書房、1974年）

## 論文
- 集団構成原理の再検討（「戸畑専門学校社会体制研究所報」1巻1号、1949年）
- 全体社会競争説について（「八幡大学社会体制研究所」4巻1号、1952年）
- 社会紐帯に関する一考察（「八幡大学社会体制研究所」5巻4号、1955年）
- 社会学の一致点（「八幡大学論集」6巻3号、1956年）
- 中間階級をめぐる階級と階層の問題（「八幡大学論集」12巻1号、1961年）
- 基礎集団の一視角（「八幡大学論集」15巻1号、1963年）
- 社会学（八幡大学法経学会、1966年）
- コミュニティとネーション（「八幡大学論集」18巻1・2・3合併号、1967年）
- 社会学統合に関する一考察（「八幡大学論集」20巻3・4合併号、1970年）
- 集団類型の再検討（「八幡大学論集」23巻1・2・3合併号、1972年）
- コミュニティ論考（「八幡大学論集」24巻3・4合併号、1974年）

他多数

## 参考資料
- 『九州国際大学創立70年史』学校法人九州国際大学、2018年6月発行